# Sparaxis bulbifera
Sparaxis bulbifera är en irisväxtart som först beskrevs av Carl von Linné, och fick sitt nu gällande namn av Ker Gawl. Sparaxis bulbifera ingår i släktet Sparaxis och familjen irisväxter. Inga underarter finns listade i Catalogue of Life.

## Bildgalleri

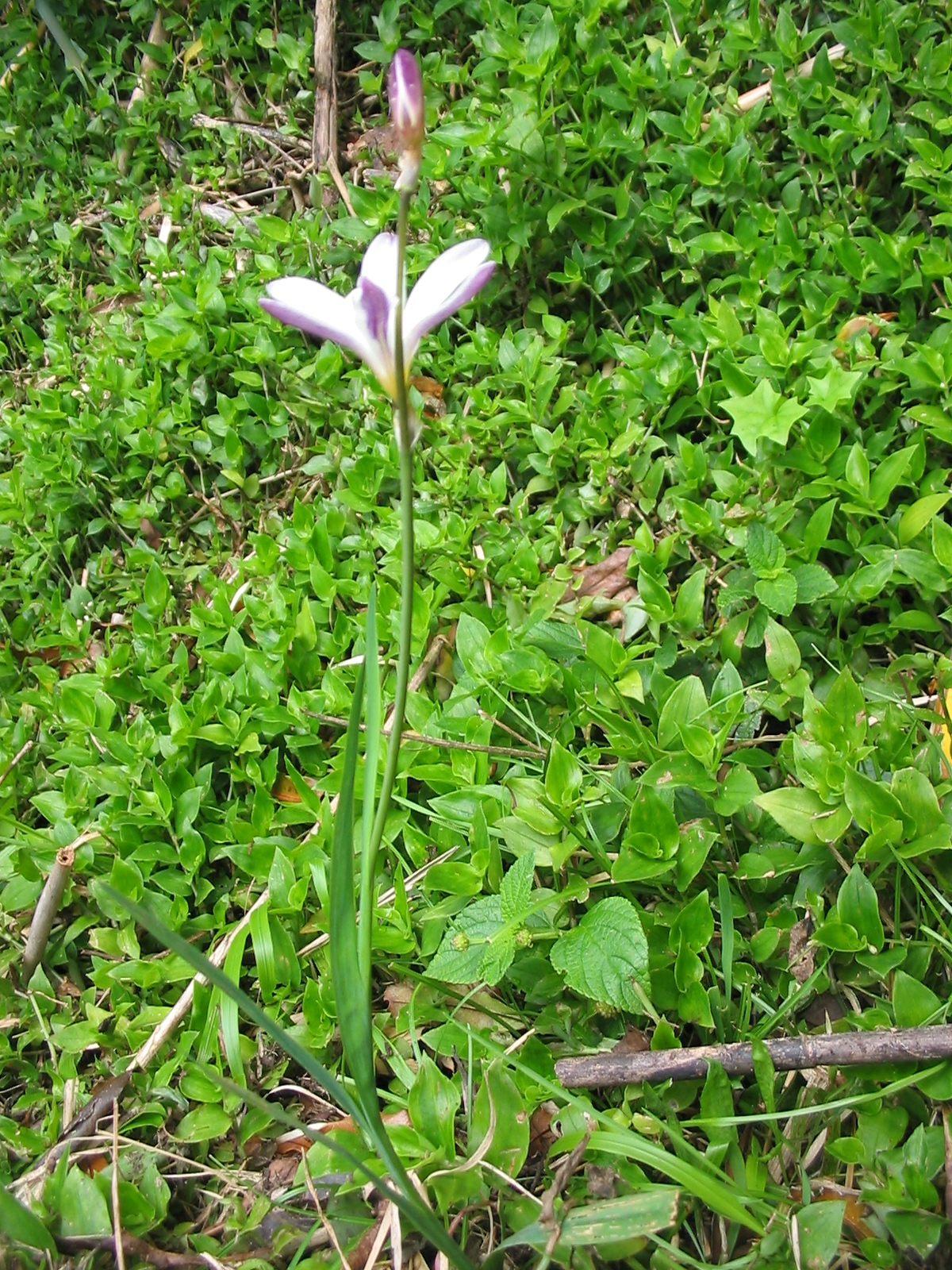
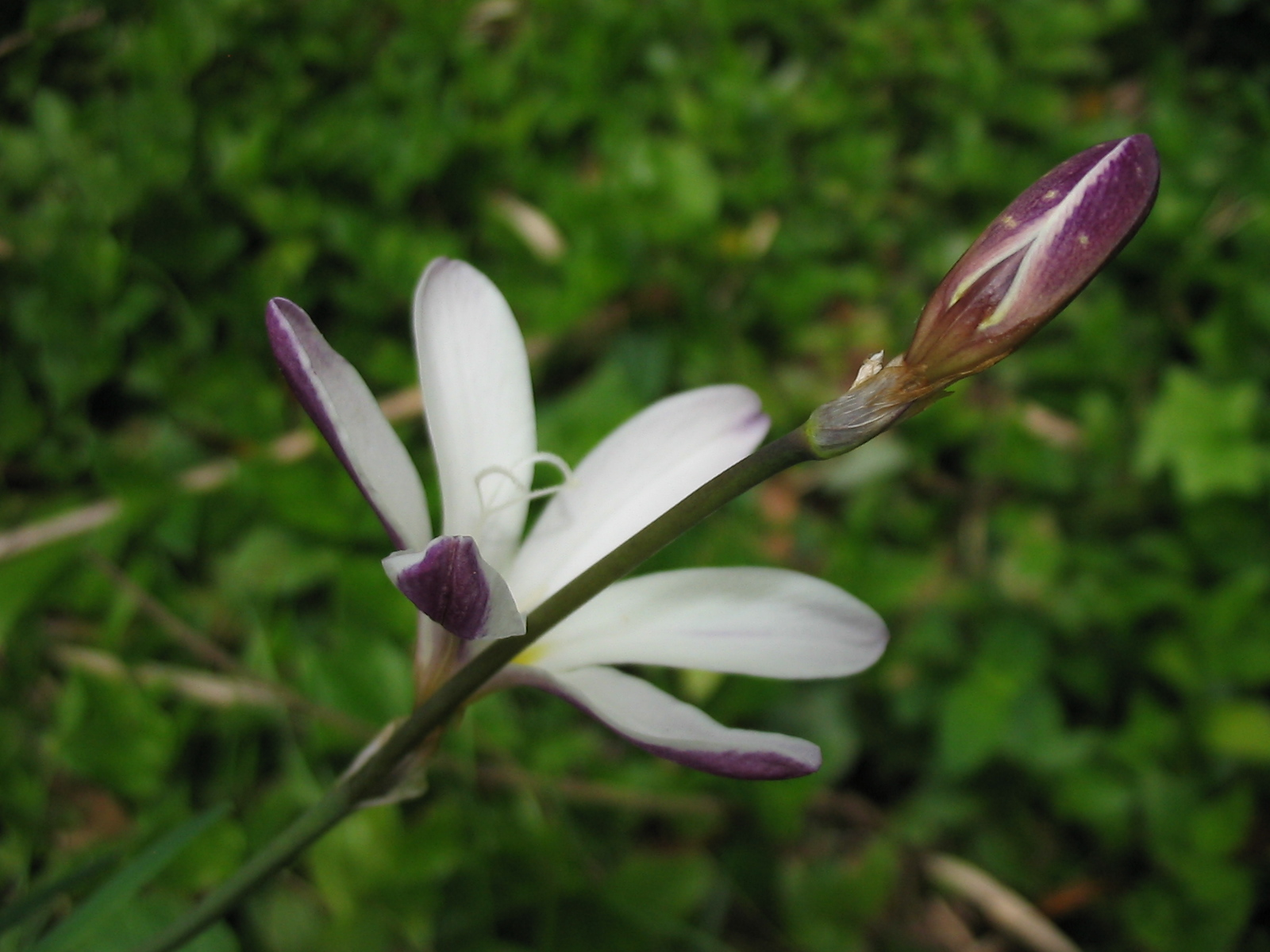